# Edelweiss Air
Edelweiss Air är ett schweiziskt flygbolag med huvudkontor i Kloten. Flygbolaget bedriver charterflyg och opererar främst från Zürichs internationella flygplats. Företagets namn kommer från den inofficiella schweiziska nationalblomman, edelweiss, som även är målade på flygplanen.

## Historia
Flygbolaget grundades den 19 oktober 1995 i Bassersdorf, Schweiz, med bara ett flygplan, en McDonnell Douglas MD-83. Flottan har sedan utökats och förnyats. Under 1998 har nya Airbus A320 införts för att ersätta MD-83:orna och under 1999 påbörjades långdistansflygningar  med Airbus A330-200. Från mars 2011 planerar Edelweiss Air för att lägga till den större Airbus A330-300 till sin flotta med en beställning som har gjorts den 5 april 2010.
Fram till november 2008 var Edelweiss Air helägt av Kuoni Travel och hade 190 anställda. Senare såldes trafikeringsrätterna till Swiss International Air Lines i utbyte mot försäljningsrättigheter i hotellkapacitet via Swiss säljorganisation. Swiss International Airlines köptes upp av Lufthansa och Edelweiss Air blev därmed ett dotterbolag till det största tyska flygbolaget, men det sköts självständigt.
För nio år i rad mellan 2001 och 2008 fick Edelweiss Air Travelstar Award för sina prestationer.

## Flotta
Edelweiss Airs flotta bestod 2017 av 15 plan med de tre senaste, Airbus A320, köpta för leverans 2018.